# Les Courtes
Les Courtes (französisch für die Kurzen) bilden einen 3856 m hohen Berg in der Mont-Blanc-Gruppe. Sie liegen im französischen Département Haute-Savoie.

## Lage
Les Courtes liegen in dem von Westen nach Südosten verlaufenden Bergkamm Aiguille Verte – Les Droites – Les Courtes – Aiguille de Triolet. Direkt westlich liegt durch den Col de la Tour des Courtes (3720 m) getrennt der Tour de Courtes (3816 m), ein steiler abgetrennter Felsturm. Weiter westlich folgt der 3733 m hohe Col des Droites, an welchen sich die Droites anschließen. Südöstlich führt der Kamm über den 3601 m hohen Col de Cristaux zu den steilen Felsnadeln der Aiguille Ravanel (3696 m) und der Aiguille Mummery (3700 m), von denen der Grat weiter zur Aiguille de Triolet führt. 
Nach Norden fallen die Courtes mit einer steilen, von Fels durchsetzten Eiswand knapp 1000 Meter auf den Glacier d’Argentière ab. Im Süden tragen sie eine rund 600 Meter hohe Felswand, die in den Glacier de Talèfre übergeht.

## Besteigungsmöglichkeiten
Die Courtes werden häufig besucht und bieten Touren von unterschiedlichem Charakter und unterschiedlicher Schwierigkeit. Der Normalweg führt von dem am Fuß der Aiguille du Moine gelegenen Refuge du Couvercle (2687 m) über den Glacier de Talèfre und steile Firnhänge in den Col de la Tour des Courtes, von dem der Westnordwestgrat auf den Gipfel führt. Die Route ist eine Hochtour mit Schwierigkeit PD, Eis bis 45°. Ebenfalls eine Hochtour mit Schwierigkeit PD führt über den Südostgrat, der vom Col de Cristaux auf den Gipfel leitet. Der Col de Cristaux ist vom Refuge du Courvercle sowie vom östlich liegenden Refuge d’Argentière erreichbar. Durch die steilen Nordwände führen mehrere Routen, die vom Refuge d’Argentière erreicht werden. Die Schweizerführe ist eine reine Eistour (TD-, im Eis bis 70°). Eine kombinierte Klettertour führt über den Nordostpfeiler (D, im Eis 50°, Fels IV). Durch die Nordostwand zieht ein häufig begangener reiner Eisanstieg mit einer Steilheit bis 50°.

## Erschließungsgeschichte
Die erste namentliche bekannte Besteigung erfolgte am 4. August 1876 durch Henri Cordier, Thomas Middlemore, John Oakley Maund, Jakob Anderegg, Johann Jaun und Andreas Maurer über die Cordier-Route auf der Nordseite. Die Erstbesteigung erfolgte vermutlich schon Jahre früher durch Strahler über die Südwestseite. Der heutige Normalweg wurde durch O. Schuster und A. Swaine am 17. August 1897 erstbegangen. Die Erstbegehung der Nordostwand erfolgte am 12. August 1930 durch P. Chavalier und G. Labour. Ende der 1930er Jahre wurden die Schweizerführe (Juli 1938 durch C. Cornaz und R. Mathey) und der Nordostpfeiler (Juli 1939 durch E. Frendo, A. Tournier, R. Jonquière, A. Mallol und M. Villarem) erstbegangen.